# Ariberto I
Ariberto I (? — 661) foi rei dos lombardos entre 653 e 661. Filho de Gundobaldo, duque de Asti.
Gundobaldo e a irmã Teodelinda, ambos filhos do duque da Baviera Garibaldo I (555-590), atravessaram os Alpes quando do casamento desta com o rei Autário. Assim Ariberto era descendente direto da casa ducal da Baviera e, com sua ascensão ao trono lombardo, teria início o período dos reis da dinastia da Bavária.
Foi o primeiro rei católico dos lombardos, eleito após o assassinato do ariano Rodoaldo. Não era um guerreiro e ficou conhecido fundamentalmente por favorecer o catolicismo em seu reinado. Graças a ele o cristianismo romano espalhou-se por todo o reino além de mandar erigir a Igreja de São Salvador na capital Pavia.
O seu reinado ficou conhecido por uma imperturbável paz. Solicitou aos nobres que, a sua morte, fossem elegidos conjuntamente seus dois filhos: Bertário e Godeberto e eles atenderam.